# Mistrzostwa Świata w Saneczkarstwie 1977
Mistrzostwa Świata w Saneczkarstwie 1977 – siedemnasta edycja mistrzostw świata w saneczkarstwie, rozegrana w 1977 roku w austriackim Innsbrucku. Rozegrane zostały trzy konkurencje: jedynki kobiet, jedynki mężczyzn oraz dwójki mężczyzn. W tabeli medalowej najlepsza była Niemiecka Republika Demokratyczna.

## Wyniki

### Jedynki kobiet
| Medal | Zawodniczka     | Państwo | Czas | Strata |
| ----- | --------------- | ------- | ---- | ------ |
|       | Margit Schumann | NRD     |      |        |
|       | Wiera Zozula    | ZSRR    |      |        |
|       | Margit Graf     | Austria |      |        |

### Jedynki mężczyzn
| Medal | Zawodnik      | Państwo | Czas | Strata |
| ----- | ------------- | ------- | ---- | ------ |
|       | Hans Rinn     | NRD     |      |        |
|       | Horst Müller  | NRD     |      |        |
|       | Anton Winkler | RFN     |      |        |

### Dwójki mężczyzn
| Medal | Zawodnicy                       | Państwo | Czas | Strata |
| ----- | ------------------------------- | ------- | ---- | ------ |
|       | Hans Rinn/Norbert Hahn          | NRD     |      |        |
|       | Karl Brunner/Peter Gschnitzer   | Włochy  |      |        |
|       | Hans Brandner/Balthasar Schwarm | RFN     |      |        |

## Klasyfikacja medalowa
| Miejsce | Państwo | złoto | srebro | brąz | Razem |
| ------- | ------- | ----- | ------ | ---- | ----- |
| 1.      | NRD     | 3     | 1      | 0    | 4     |
| 2.      | Włochy  | 0     | 1      | 0    | 1     |
| 2.      | ZSRR    | 0     | 1      | 0    | 1     |
| 3.      | RFN     | 0     | 0      | 2    | 2     |
| 5.      | Austria | 0     | 0      | 1    | 1     |